# Marzocchi

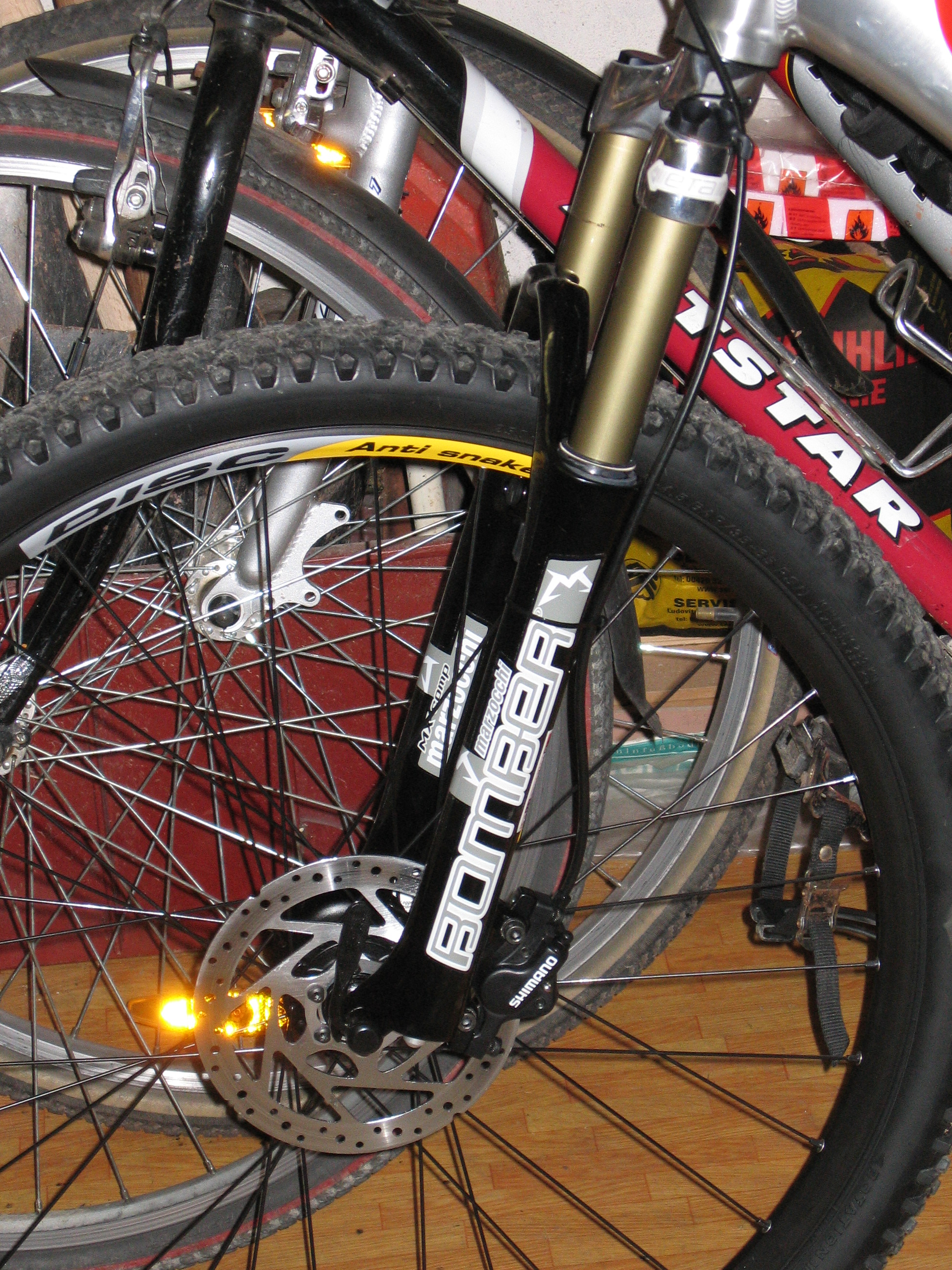
Marzocchi Bomber MX Comp

Marzocchi – włoska firma, założona w 1949 roku przez dwóch braci: Stefano i Guglielmo Marzocchi, produkująca przemysłowe pompy hydrauliczne amortyzatorów do motocyklów i rowerów.

## Amortyzatory rowerowe
Widelce Marzocchi charakteryzuje wysoka niezawodność, niskie wymagania konserwacji, ale z drugiej strony są one uważane za ciężkie w porównaniu do innych firm. Produkty tej firmy bardzo dobrze przyjęły się w odłamach kolarstwa górskiego takich jak freeride, downhill oraz enduro, natomiast są znacznie mniej popularne w wyścigach rowerowych XC.
Do 2007 roku produkcja odbywała się we Włoszech (oprócz wersji OEM, które były produkowane przez japoński SunTour na Tajwanie). Od 2008 roku cała produkcja widelców odbywa się w Tajwanie.